# Kypello Ellados 1961-1962
La Coppa di Grecia 1960-1961 è stata la 20ª edizione del torneo. La competizione è terminata il 27 luglio 1962 e per la prima volta non fu assegnata a nessuna squadra nonostante fu giocata la finale tra Olympiacos e Panathīnaïkos. La sfida fu sospesa al 97' minuto dei supplementari senza vincitori e senza ripetizioni.

## Sedicesimi di finale
| Squadra 1         | Risultato    | Squadra 2           |
| ----------------- | ------------ | ------------------- |
| Panathīnaïkos     | 2 – 0        | Egaleo              |
| Ethnikos Pireo    | 5 – 1        | Kalogreza           |
| Apollōn Smyrnīs   | 4 – 0        | Ergotelīs           |
| Olympiacos        | 7 – 1        | Olympiakos Chalkida |
| Chalkis           | 1 – 6        | Paniōnios           |
| AEK Atene         | 2 – 0 a tav. | AO Kalamata         |
| Panīleiakos       | 0 – 1        | Pankorinthiakos     |
| Rodiakos          | 0 – 2 a tav. | OFI Creta           |
| Nikī Volo         | 2 – 0        | Īlioupolī           |
| Averof Giannina   | 3 – 0        | Proodeftikī         |
| Olympiakos Kozani | 3 – 1        | Atromītos           |
| Olimpo Katerini   | 0 – 1        | Arīs Salonicco      |
| Doxa Dramas       | 1 – 1 (dts)  | Pierikos            |
| PAOK              | 1 – 0        | Makedonikos Kozani  |
| Iraklis Kavala    | 1 – 1 (dts)  | Apollōn Kalamarias  |
| Īraklīs           | 5 – 1        | Apollon Serres      |

Rigiocate
| Squadra 1          | Risultato | Squadra 2      |
| ------------------ | --------- | -------------- |
| Pierikos           | 3 – 1     | Doxa Dramas    |
| Apollōn Kalamarias | 3 – 1     | Iraklis Kavala |

## Ottavi di finale
| Squadra 1         | Risultato   | Squadra 2          |
| ----------------- | ----------- | ------------------ |
| Pankorinthiakos   | 0 – 1       | Apollōn Kalamarias |
| Nikī Volo         | 2 – 5       | Paniōnios          |
| PAOK              | 1 – 1 (dts) | Arīs Salonicco     |
| Panathīnaïkos     | 3 – 0       | Averof Giannina    |
| Olympiakos Kozani | 1 – 1 (dts) | Īraklīs            |
| Olympiacos        | 9 – 0       | OFI Creta          |
| Ethnikos Pireo    | 0 – 1       | Pierikos           |
| AEK Atene         | 1 – 2       | Apollōn Smyrnīs    |

Rigiocate
| Squadra 1      | Risultato   | Squadra 2         |
| -------------- | ----------- | ----------------- |
| Arīs Salonicco | 1 – 1 (dts) | PAOK              |
| Īraklīs        | 2 – 2 (dts) | Olympiakos Kozani |

## Quarti di finale
| Squadra 1     | Risultato   | Squadra 2          |
| ------------- | ----------- | ------------------ |
| Olympiacos    | 3 – 2       | Arīs Salonicco     |
| Pierikos      | 1 – 4 (dts) | Apollōn Smyrnīs    |
| Panathīnaïkos | 6 – 1       | Apollōn Kalamarias |
| Paniōnios     | 2 – 1 (dts) | Olympiakos Kozani  |

## Semifinali
| Squadra 1     | Risultato   | Squadra 2       |
| ------------- | ----------- | --------------- |
| Panathīnaïkos | 5 – 3       | Apollōn Smyrnīs |
| Olympiacos    | 1 – 1 (dts) | Paniōnios       |

Rigiocata
| Squadra 1 | Risultato | Squadra 2  |
| --------- | --------- | ---------- |
| Paniōnios | 2 – 3     | Olympiacos |

## Finale
| Atene 27 luglio 1962, ore 20:30 EEST Finale | Olympiacos               | 0 – 0 (d.t.s.) | Panathīnaïkos | Stadio Nikos Goumas\| Arbitro: \| Andre Möhler ( Svizzera) \| |
| Arbitro:                                    | Andre Möhler ( Svizzera) |                |               |                                                               |